# اسپنسر (کارولینای شمالی)
اسپنسر (به انگلیسی: Spencer) شهری در ایالت کارولینای شمالی کشور ایالات متحده آمریکا است که جمعیت آن در سرشماری سال ۲۰۱۰ میلادی، ۳٬۲۶۷ نفر بوده‌است.